# CCC Team/2019
Deze pagina geeft een overzicht van de CCC Team UCI World Tour wielerploeg in 2019.

## Algemeen
Algemeen manager: Jim Ochowicz
Teammanager: Piotr Wadecki
Ploegleiders: Fabio Baldato, Steve Bauer, Valerio Piva, Jackson Stewart
Fietsmerk: Giant

## Renners
| Naam                     | Geboortedatum | Nationaliteit    | Ploeg 2018                    |
| ------------------------ | ------------- | ---------------- | ----------------------------- |
| Amaro Antunes            | 27-11-1990    | Portugal         | CCC Sprandi Polkowice         |
| William Barta            | 04-01-1996    | Verenigde Staten | Hagens Berman Axeon           |
| Paweł Bernas             | 24-05-1990    | Polen            | CCC Sprandi Polkowice         |
| Patrick Bevin            | 15-02-1991    | Nieuw-Zeeland    | BMC Racing Team               |
| Josef Černý              | 11-05-1993    | Tsjechië         | Elkov-Author                  |
| Laurens ten Dam          | 13-11-1980    | Nederland        | Team Sunweb                   |
| Alessandro De Marchi     | 19-05-1986    | Italië           | BMC Racing Team               |
| Simon Geschke            | 13-03-1987    | Duitsland        | Team Sunweb                   |
| Kamil Gradek             | 17-09-1990    | Polen            | CCC Sprandi Polkowice         |
| Jonas Koch               | 25-06-1993    | Duitsland        | CCC Sprandi Polkowice         |
| Jakub Mareczko           | 30-04-1994    | Italië           | Wilier Triestina-Selle Italia |
| Łukasz Owsian            | 24-02-1990    | Polen            | CCC Sprandi Polkowice         |
| Víctor de la Parte       | 22-06-1986    | Spanje           | Movistar Team                 |
| Serge Pauwels            | 21-11-1983    | België           | Team Dimension Data           |
| Joey Rosskopf            | 05-09-1989    | Verenigde Staten | BMC Racing Team               |
| Szymon Sajnok            | 24-08-1997    | Polen            | CCC Sprandi Polkowice         |
| Michael Schär            | 29-05-1986    | Zwitserland      | BMC Racing Team               |
| Greg Van Avermaet        | 17-05-1985    | België           | BMC Racing Team               |
| Gijs Van Hoecke          | 21-11-1991    | België           | LottoNL-Jumbo                 |
| Nathan Van Hooydonck     | 12-10-1995    | België           | BMC Racing Team               |
| Guillaume Van Keirsbulck | 14-02-1991    | België           | Wanty-Groupe Gobert           |
| Francisco Ventoso        | 06-05-1982    | Spanje           | BMC Racing Team               |
| Łukasz Wiśniowski        | 07-12-1991    | Polen            | Team Sky                      |
| Riccardo Zoidl           | 08-04-1988    | Oostenrijk       | Team Felbermayr-Simplon Wels  |

## Overwinningen
| Nationale kampioenschappen wielrennen Nieuw-Zeeland - tijdrit: Patrick Bevin Tour Down Under 2e etappe: Patrick Bevin Puntenklassement: Patrick Bevin Ronde van Valencia 3e etappe: Greg Van Avermaet | Ronde van Yorkshire 4e etappe: Greg van Avermaet Hammer Series Stavanger Ploegentijdrit: *1) Ronde van Oostenrijk Puntenklassement: Jonas Koch | Ronde van Polen Bergklassement: Simon Geschke Grote Prijs van Montreal Greg Van Avermaet Ronde van Slowakije Ploegenklassement: *2) |  |  |

*1) Ploeg Hammer Series Stavanger: Pauwels, Sajnok, Van Hooydonck, Van Keirsbulck, Wiśniowski
*2) Ploeg Ronde van Slowakije: Antunes, Gradek, Owsian, Ten Dam, Van Hoecke, Zimmermann, Zoidl
2007 · 2008 · 2009 · 2010 · 2011 · 2012 · 2013 · 2014 · 2015 · 2016 · 2017 · 2018 · 2019 · 2020
AG2R-La Mondiale · Astana Pro Team · Bahrain-Merida · BORA-hansgrohe · CCC Team · Deceuninck–Quick-Step · EF Education First · Groupama-FDJ · Lotto Soudal · Mitchelton-Scott · Movistar Team · Team Dimension Data · Team Jumbo-Visma · Team Katjoesja Alpecin · Team INEOS (Team Sky) · Team Sunweb · Trek-Segafredo · UAE Team Emirates